# Дольшино (Смоленская область)
Дольшино — деревня в Духовщинском районе Смоленской области России. Входит в состав Береснёвского сельского поселения. Население — 2 жителя (2007 год). 
Расположена в северной части области в 21 км к северо-западу от Духовщины, в 1 км западнее автодороги Р136 Смоленск — Нелидово. В 43 км юго-восточнее деревни расположена железнодорожная станция Присельская на линии Москва — Минск. 

## История
В годы Великой Отечественной войны деревня была оккупирована гитлеровскими войсками в июле 1941 года, освобождена в сентябре 1943 года.